# 미인심계
《미인심계》(중국어 간체자: 美人心计, 정체자: 美人心計, 병음: Měi rén xīn jì 메이런신지[*], 영어: Schemes of a Beauty 스키므스 오브 뷰티[*])는 임심여, 진건봉, 양멱, 하성명, 왕려곤 주연의 역사 픽션 TV 드라마로 화려한 출연진과 5천만 위안에 달하는 투자 금액으로 화제를 모았다.
중국 한나라 문제의 비 두태후가 궁에 들어가 훗날 태후에 오르기까지의 역사적 사실에 근거하여 소설 '미앙침부(未央沉浮)'의 픽션과 함께 조합, 제작된 작품이다. 2010년 3월, 중국 상하이 TV 채널을 통해 첫방송되었다.
한국에서는 2010년 8월 2일부터 케이블채널 중화TV를 통해 방송된다.

## 출연진

#### 주요 인물
- 두의방 : 린신루 (아역 - 린먀오커)
- 유항 (한 문제) : 첸전펑
- 유영 (한 혜제) : 뤄진

#### 황실
- 여태후 : 다이춘룽
- 박희 : 바이산
- 유장 : 펑샤오펑
- 유소강 : 옌거콴
- 관도공주 : 치웨이
- 유계(한 경제) : 가오하오
- 장언 : 쑤칭
- 섭신아 : 왕리쿤 (아역 - 장이이)
- 유무 : 장효신
- 이미인 : 천이룽
- 유철(한 무제) : 마오쯔쥔

#### 그 외 인물
- 막설연 : 양미
- 주아부 : 허성밍
- 섭풍 : 황해빙
- 려어 : 후싱얼
- 묘인 : 덩사
- 교혜 : 가오양
- 금왕손 : 린원룽
- 청녕 : 쑨페이페이
- 자염 : 저우무인
- 려록 : 두쥔쩌
- 전대업 : 리야오징
- 침벽군 : 장퉁
- 전국춘 : 거쯔밍
- 옥금슬 : 톈쯔톈
- 금지 : 리친친
- 노원공주 : 뤼자룽
- 향묵옥 : 먀오뤄이
- 위자부 : 장멍
- 진아교 : 궁미
- 막리 : 리사
- 왕원 : 덩시빈

## 내용
중국 한나라 혜제 시절, 우여곡절 끝에 궁녀로 입궁한 두운석(두의방)이 섭정 중이던 여후의 눈에 띄어 훗날 황제의 자리에 오르는 유항(한 문제)에게 스파이로 보내져 훗날 역사적 자취를 남기는 인물이 되기까지의 우여곡절을 그렸다. 두의방의 인생을 중심으로 3대에 걸친 황제를 포함한 주변 인물의 이야기를 다루고 있다.

## 시청률
2010년 4월, 중국 상하이 TV를 통해 첫 방송된 '미인심계'는 상하이TV에서만 총 1천 900만 명이 시청했으며, VOD 첫 공개 시에는 인터넷 실시간 방송의 동시 접속자가 27만 명에 달하는 기록을 세웠다. 이후 중국 각지에서 방송된 ‘미인심계’는 각 방송국의 역대 시청률을 경신하며 총 1억7000만 명(중국국제방송총공사, 7월 기준)의 시청자를 모았다.

## 주제가
- 중국방영시 :《낙화(落花, The falling of blossoms)》… 임심여(林心如, Ruby Lin)
- 홍콩방영시 :《미인심계(美人心計, Schemes of a Beauty)》… 진건봉, 호행아